# Муни, Эван
Э́ван Му́ни (англ. Evan Mooney; родился 11 декабря 2007) — шотландский футболист, нападающий клуба «Сент-Миррен».

## Клубная карьера
Уроженец Эрскина, Муни является воспитанником футбольной академии клуба «Сент-Миррен». 19 октября 2024 года дебютировал в основном составе «Сент-Миррена» в матче шотландского Премьершипа против «Харт оф Мидлотиан». 14 декабря 2024 года забил свой первый гол за клуб в матче шотландского Премьершипа против «Сент-Джонстона».